# El Heraldo de Cuba
El Heraldo de Cuba era un periódico nacional en Cuba, fundado por Manuel Márquez Sterling (que más tarde sería Presidente de Cuba) en 1913. El editor era héroe de la guerra de la independencia y firmante de la constitución de 1940, el Italiano Cubano Orestes Ferrara Marino. El Heraldo criticó la política de EE. UU. en México en 1916, lo que los intereses norteamericanos vieron como un engaño sério.

## Autores contribuyentes
- Miguel de Carrión[4]
- José Rafael Pocaterra[5]